# Rosa Lanzlott
Rosa Lanzlott (* 26. Oktober 1834 in Tittmoning; † 16. Oktober 1923 in München) war eine deutsche Schauspielerin.

## Leben
Lanzlott erhielt ihre Ausbildung bei Louise Söltel in München. Vom 1. Mai 1853 bis zu ihrem Tod war sie Ensemblemitglied des Münchener Hoftheaters. Sie verkörperte zunächst meist die Rolle der naiven Liebhaberin. Später zeichnete sie sich in volkstümlichen Nebenrollen aus, der sie eine gewisse Derbheit verlieh.
Rosa Lanzlott starb 1923 im Alter von 88 Jahren in München.

## Grabstätte

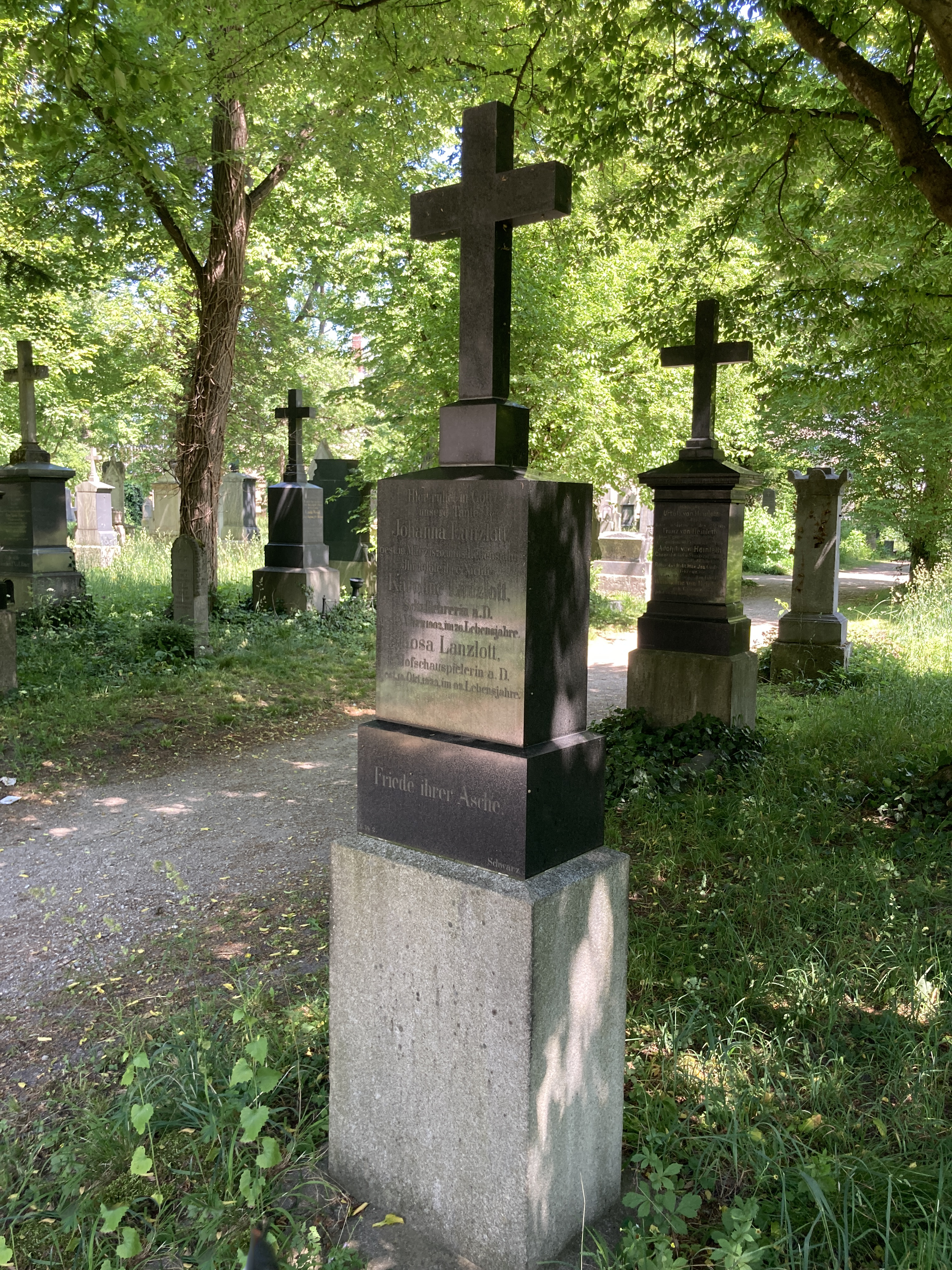
Grab von Rosa Lanzlott auf dem Alten Südlichen Friedhof in München

Die Grabstätte von Rosa Lanzlott befindet sich auf dem Alten Südlichen Friedhof in München (Gräberfeld 6 - Reihe 14 - Platz 2) Standort. In dem Grab liegen auch weitere Verwandte aus ihrer Familie und der Philosoph und Philologe Friedrich Ast.

## Auszeichnungen und Ehrungen
- Ernennung zur kgl. Hofschauspielerin
- Goldene Ehrenmünze des kgl.-bayer. Ludwigsordens

## Namensgeberin für Straße
Nach Rosa Lanzlott wurde 1960 in München im Stadtteil Obermenzing (Stadtbezirk 21 - Pasing-Obermenzing) die Lanzlottstraße benannt (Erstnennung). Lage 